# The Ninth Gate
The Ninth Gate är en amerikansk/spansk/fransk skräckfilm från 1999 regisserad av Roman Polanski. Filmen baseras på Arturo Pérez-Revertes roman El Club Dumas.

## Handling
Den åldrade herr Telfer skriver ett självmordsbrev innan han hänger sig. Dagen innan har han sålt en värdefull bok till en samlare av ockulta böcker, Boris Balkan (Frank Langella). Boken anses vara skriven av den fiktive Torchia på 1600-talet. Legenden säger i sin tur att denne Torchia slutit förbund med djävulen själv. Därför brändes han levande på bål tillsammans med alla exemplar av boken år 1666, utom just de tre som anses finnas kvar än idag. 
Experten på gammal litteratur, Dean Corso (Johnny Depp) kontaktas av den mystiske herr Balkan i syfte att undersöka om boken verkligen är äkta. Detta förbluffar initialt Corso, som efter att tittat genom boken funnit den obestridligt äkta.
Men herr Balkan insisterar, och viktigare – betalar Corso för att ta reda på vilken av de tre böckerna som enligt herr Balkan är den enda äkta. För en stor summa pengar ska Dean Corso åka till Europa för att sida för sida jämföra alla de kvarvarande exemplaren.
Efter detta möte mellan Corso herr Balkan får Corso plötsligt en mystisk, men beskyddande kvinna (Emmanuelle Seigner) till sin hjälp i flera kritiska episoder, varefter kvinnan försvinner igen. Men jobbar hon verkligen för herr Balkan? 
Och även om herr Balkans aningar om falsarier tycks ogrundade, Corso finner nämligen att alla tre böckerna är äkta, tycks istället små detaljer skilja de tre exemplaren åt enligt ett medvetet mönster...
Dessutom visar det sig att herr Balkan köpte sitt exemplar av Telfer strax innan denne hängde sig, men hustrun Liana Telfer (Lena Olin) vill ha tillbaka herr Balkans exemplar - och det till varje pris...
Ond bråd död förekommer, men Roman Polanskis film är nästan fri utan våld, och saknar många av rysargenrens sedvanliga kännetecken. Istället byggs spänningen upp steg för steg av de allt mer kusliga fakta Dean Corso finner under sitt arbete åt herr Balkan. 

## Om filmen
Filmen är inspelad i Sintra, Aude, Montségur, Paris och Toledo och hade världspremiär i Spanien den 25 augusti 1999. Den svenska premiären var den 26 november samma år och åldersgränsen är 15 år.

## Tagline
- Leave the unknown alone
- The only thing more terrifying than searching for the Devil... is finding him.
- Basada en la novela de Arturo Pérez Reverte: El Club Dumas.

## Rollista (urval)
- Johnny Depp - Dean Corso
- Lena Olin - Liana Telfer
- Frank Langella - Boris Balkan
- Emmanuelle Seigner - kvinnan ("green eyes")
- Jack Taylor - Victor Fargas

## Musik i filmen
- Havanaire av Camille Saint-Saëns
- Sete saias, framförd av Santinho
- Java Jules